# Дегтярка (приток Чёрной)
Дегтярка — река в России, протекает по Всеволожскому району Ленинградской области, по территории Колтушского сельского поселения.
Течёт по болотистой местности у коттеджного посёлка Берёзовка. Устье реки находится в 10 км по правому берегу реки Чёрной, южнее платформы Радченко, западнее садоводческого массива Дунай. Длина реки — 10 км.

## Данные водного реестра
По данным государственного водного реестра России относится к Балтийскому бассейновому округу, водохозяйственный участок реки — Нева, речной подбассейн реки — Нева и реки бассейна Ладожского озера (без подбассейна Свирь и Волхов, российская часть бассейнов). Относится к речному бассейну реки Нева (включая бассейны рек Онежского и Ладожского озера).
Код объекта в государственном водном реестре — 01040300312102000008654.